# Parnall 382
Parnall 382 là một loại máy bay huấn luyện của Anh trong thập niên 1930, do hãng Parnall Aircraft thiết kế chế tạo.

## Tính năng kỹ chiến thuật
Dữ liệu lấy từ British Civil Aircraft Since 1919
Đặc điểm tổng quát
- Kíp lái: 2
- Chiều dài: 28 ft 8 in (8,74 m)
- Sải cánh: 33 ft 6 in (10,21 m)
- Chiều cao: 7 ft 9 in (3,66 m)
- Diện tích cánh: 155 ft² (14,39 m²)
- Kết cấu dạng cánh: BH5
- Trọng lượng rỗng: 1.655 lb (751 kg)
- Trọng lượng có tải: 2.450 lb (1.112 kg)
- Động cơ: 1 × de Havilland Gipsy Queen I, 200 hp (149 kW)

 Hiệu suất bay 
- Vận tốc cực đại: 155 mph (248 km/h)
- Vận tốc hành trình: 135 mph (216 km/h)